# Fontenay-le-Vicomte
Fontenay-le-Vicomte – miejscowość i gmina we Francji, w regionie Île-de-France, w departamencie Essonne.
Według danych na rok 1990 gminę zamieszkiwały 744 osoby, a gęstość zaludnienia wynosiła 109 osób/km² (wśród 1287 gmin regionu Île-de-France Fontenay-le-Vicomte plasuje się na 702. miejscu pod względem liczby ludności, natomiast pod względem powierzchni na miejscu 561.).